# Maulvi Anwarul Haq
Maulvi Anwarul Haq ist ein pakistanischer Beamter. Er ist seit 20. April 2010 Generalstaatsanwalt seines Landes (Stand Februar 2012). Sein Vorgänger war Anwar Mansoor Khan.

## Karriere
Haq war Richter am Obersten Gerichtshof von Lahore.
Unter seiner Leitung klagte die Staatsanwaltschaft 2012 den pakistanischen Premierminister Yousuf Raza Gilani wegen Behinderung der Justiz vor dem Verfassungsgerichtshof an. Grund war die Weigerung Gilanis, ein Korruptionsverfahren gegen Präsident Asif Ali Zardari wiederaufzunehmen.